# Kazatxi Ierik
Kazatxi Ierik - Казачий Ерик (rus) és un possiólok del krai de Krasnodar, a Rússia. Es troba al delta del riu Kuban. És a 11 km al nord-oest de Poltàvskaia i a 84 km al nord-oest de Krasnodar.
Pertany al khútor de Protitxka.